# Anaerobaculum thermoterrenum
Anaerobaculum thermoterrenum è una specie di batterio appartenente alla famiglia delle Syntrophomonadaceae.